# Caligus epidemicus
Caligus epidemicus is een eenoogkreeftjessoort uit de familie van de Caligidae. De wetenschappelijke naam van de soort is voor het eerst geldig gepubliceerd in 1971 door Hewitt.